# Bouriate de Nijneoudinsk
Le bouriate de Nijneoudinsk est un dialecte du bouriate, langue mongole, parlé dans la région du même nom, à l'Est de la Bouriatie, en Russie.

## Phonologie

### Voyelles
|         | Antérieure  | Centrale | Postérieure |
| ------- | ----------- | -------- | ----------- |
| Fermée  | i [i] y [y] |          | u [ʊ]       |
| Moyenne | œ [œ]       |          | ɵ [ɵ]       |
| Ouverte | e [ɛ] æ [æ] | a [a]    | o [ɔ]       |

## Phonétique historique
Les tableaux montrent les particularités phonétiques du dialecte de Nijneoudinsk par rapport au bouriate et au mongol littéraire.

### Palatalisation
Les voyelles [æ] et [œ] apparaissent devant une consonne palatalisée. Ce développement n'est toutefois pas systématique.
| français  | nijneoudinsk | bouriate | mongol littéraire |
| --------- | ------------ | -------- | ----------------- |
| attraper  | bærʲka       | barixa   | bariqu            |
| vie       | amʲiŋ        | amʲiŋ    | amin              |
| grain     | tærʲæːŋ      | tarʲaːŋ  | tariyan           |
| un manche | bærʲyːl      | barʲʊːl  | bariγul           |
| mouton    | kɔniŋ        | xɔnʲiŋ   | qonin             |
| cheval    | mœrʲiŋ       | mɔrʲiŋ   | morin             |

### Consonnes
Le bouriate de Nijneoudinsk possède des consonnes palatales qui peuvent être différentes de celles du bouriate.
| français | nijneoudinsk | bouriate | mongol littéraire |
| -------- | ------------ | -------- | ----------------- |
| ongle    | tʲʊmʊhʊŋ     | xʲʊmhaŋ  | kimusun           |
| scie     | tʲirɛː       | xʲərəː   | kirüge            |
| neuf     | dʲihɛŋ       | jʊhəŋ    | yisün             |

La principale particularité de ce dialecte est la présence de l'occlusive vélaire [k], qui correspond au [x] de la langue bouriate.
| français | nijneoudinsk | bouriate | mongol littéraire |
| -------- | ------------ | -------- | ----------------- |
| rapide   | kʊrdaŋ       | xʊrdaŋ   | qurdun            |
| laid     | mʊːkæː       | myːxai   | maγuqai           |